# Joseph Kilgour
Pour les articles homonymes, voir Kilgour.
Joseph Kilgour, né le 11 juillet 1863 à Ayr, en Ontario, et mort le 21 avril 1933 à Bay Shore (Long Island), est un acteur canadien de l'époque du cinéma muet. Il était aussi acteur de théâtre.

## Filmographie partielle
- 1915 : The Battle Cry of Peace
- 1917 : The Easiest Way
- 1917 : Her Excellency, the Governor d'Albert Parker : Joe Keller
- 1917 : La Romanichelle (Runaway Romany) de George W. Lederer
- 1918 : La Maison du brouillard (The House of Mirth) d'Albert Capellani
- 1918 : Une infamie (Social Hypocrites) d'Albert Capellani
- 1918 : The Silent Woman de Herbert Blaché
- 1919 : The Divorcee
- 1919 : A Favor To A Friend
- 1919 : The Lion's Den
- 1919 : One-Thing-At-a-Time O'Day de John Ince : Charley Carstock
- 1919 : Lombardi, Ltd.
- 1920 : Vive la liberté (The Walk-Offs) de Herbert Blaché
- 1920 : La Danseuse étoile (The Heart of a Child) de Ray C. Smallwood
- 1920 : Love de Wesley Ruggles
- 1920 : Hearts Are Trumps de Rex Ingram : Lord Burford
- 1921 : Lèvres menteuses (Lying Lips) de John Griffith Wray
- 1921 : Mother o' Mine
- 1921 : At the End of the World
- 1921 : La Coupable (I Am Guilty) de Jack Nelson : Teddy Garrick
- 1923 : À l'abri des lois (Within the Law) de Frank Lloyd : Edward Gilder
- 1923 : La Femme aux quatre masques (The Woman with Four Faces) d'Herbert Brenon
- 1923 : Ponjola de Donald Crisp
- 1924 : Torment de Maurice Tourneur : Charles G. Hammond
- 1924 : Janice Meredith
- 1924 : Try and Get It de Cullen Tate (en)
- 1925 : The Top of the World de James Kirkwood Sr.
- 1925 : The King on Main Street
- 1925 : One Year to Live d'Irving Cummings
- 1926 : Let's Get Married

## Théâtre
- 1903 - 1904 : Captain Barrington : George Washington
- 1905 : The School for Husbands
- 1909 : The Easiest Way